# Chuck Brown
Ne doit pas être confondu avec Chuck Brown (scénariste).
Chuck Brown, né le 22 août 1936 à Gaston (Caroline du Nord) et mort le 16 mai 2012 à Baltimore (Maryland), est un compositeur, chanteur et musicien américain, créateur du sous-genre musical go-go ; il est d’ailleurs surnommé le « parrain du go-go » (the Godfather of Go-Go). Ce courant musical dérivé du funk se développe surtout dans la région de Washington, D.C. dans les années 1970 et 1980. Il est le meneur d'un groupe fondé vers 1966/1968, nommé d’abord The Soul Searchers, puis Chuck Brown and The Soul Searchers.

## Biographie

### Jeunesse difficile
Chuck Brown, fils de Albert Moody qui meurt avant sa naissance et de Lila Louise Brown, provient d’une famille afro-américaine pauvre de la région de Washington, D.C. Il passe une enfance peu stable, sa mère et son beau-père étant perpétuellement à la recherche de travail sur toute la côte Est, avant de s'établir à Washington, sans réel logement fixe. Le jeune Chuck Brown y effectue de nombreux petits boulots dans les années 1940, par exemple vendeur de journaux dans la rue ou cireur de chaussures. Il baigne également dans la musique dès le plus jeune âge, via le gospel à l’église où il joue du piano et chante dès sept ans. Adolescent, il quitte le domicile familial à quinze ans, mais la pauvreté le conduit à la petite délinquance et la prison, d’abord pour des délits mineurs puis trois ans pour blessure par balle. Durant son emprisonnement, il apprend à jouer de la guitare et développe son art scénique en jouant devant ses codétenus.
À sa sortie en 1951, Chuck Brown est toujours aussi pauvre, mais plus mûr. Il expérimente d’abord le milieu de la boxe, avant de revenir à la musique dans les années 1960. Il se produit dans les églises, puis est intégré d’abord au sein du groupe Jerry Butler and the Earls of Rhythm, puis Los Latinos en 1965, groupe de musique latino mené par un ami de Brown, Joe Manley,.

### Le go-go
Leader du groupe The Soul Searchers qu’il fonde vers 1966/1968 et qui devient en 1972 Chuck Brown and the The Soul Searchers, Chuck Brown tient des concerts dans de petites salles et clubs de nuit de Washington, D.C.,. Le groupe se compose de Chuck Brown (chant et guitare), Le Ron Young (guitare), Jerry Wilder (basse), Curtis Johnson (orgue), Skip Fennell (clavier), Leroy Fleming (saxophone, flûte, timbale), John Buchanan (trombone, voix), Donald Tillery (trompette, voix), Ricardo Wellman (batterie) et Gregory Gerran (percussions, conga). Ils créent leur premier album en 1972, We the People qui atteint la quarantième place du classement des ventes rhythm and blues, et le second en 1974, intitulé Salt of the Earth ; il commence à y dessiner son style et parle dans ses chansons de son enfance difficile et de la ségrégation.
Chuck Brown pose les premières bases du go-go, un sous-genre du funk, au début des années 1970 ; cette musique se caractérise par un rythme lent et syncopé, une grande variété de percussions, les appels-réponses avec le public et des représentations sans interruption nette entre les morceaux. Ces traits récurrents du go-go sont tous apportés par Chuck Brown à l’origine. Son idée consistait à ne laisser aucun temps mort au public durant ses concerts en reliant ses chansons par des rythmes de percussions entraînants, mais plus lents que le disco, alors à la mode,. Il voulait également incorporer dans sa musique des phases d’interaction avec le public (appel-réponse), comme dans le gospel qu’il avait connu enfant. Le style émerge auprès du public de Washington dans les représentations de Chuck Brown vers 1974 et 1975.
C’est en 1979 avec l’album Bustin’ Loose que le go-go connaît réellement un succès national. Chuck Brown avait composé la chanson éponyme deux ans plus tôt, et son producteur l’encourage à l’enregistrer, constatant la bonne réception du public sur scène. L’album est enregistré en 1978 et sort en janvier 1979, produit par James Purdie. Les premières critiques, notamment dans Billboard, sont bonnes et les ventes explosent à Washington ainsi que dans le pays : il termine l’année meilleure vente d’album soul, bien qu’il s’agisse en réalité du seul vrai succès commercial de la carrière de Chuck Brown. Ce succès ouvre la voie à d’autres groupes go-go de Washington comme Experience Unlimited (en) ou Trouble Funk, un des principaux rivaux des Soul Searchers à la fin des années 1970. En fait, le go-go apparaît très populaire au sein de la communauté afro-américaine de Washington, mais reste un genre peu connu à plus grande échelle.
Excepté le succès de We Need Some Money en 1984, Chuck Brown et son groupe restent surtout une figure importante du go-go et de la scène locale, mais ne s’imposent pas vraiment sur le marché grand public américain. D’après son dernier manager Tom Goldfogle, l’absence du public, composante essentielle du go-go avec lequel les artistes interagissent, rend le passage en studio moins intéressant. Chuck Brown reste le représentant du go-go « classique », tandis que d’autres groupes plus récents comme Rare Essence (en) explorent de nouvelles voies.

### Dernières années
Chuck Brown poursuit sa carrière musicale jusque dans les dernières années de sa vie, continuant dans les années 2000 à écrire quelques albums ou se produire sur la côte Est ou même à l’étranger, par exemple au Japon. Il est nommé en 2010 au Grammy Award de la meilleure prestation R&B par un duo ou un groupe avec chant pour la chanson Love (sur l’album We Got This) en collaboration avec Jill Scott et Marcus Miller. En 2012, de graves problèmes de santé surviennent et il meurt le 16 mai de sepsis à l’hôpital Johns Hopkins de Baltimore. Il est inhumé à Waldorf (Maryland) au cimetière Trinity Memorial Gardens.

## Vie personnelle
Marié deux fois, il a de sa première femme un fils, Chuck Jr., qui meurt à 23 ans dans un accident de voiture, et quatre enfants de sa seconde épouse Jocelyn : Nekos, Wiley, Bill et Takesa,.

## Discographie
Albums
- 1972 : We the People
- 1974 : Salt of the Earth
- 1979 : Bustin’ Loose
- 1980 : Funk Express
- 1984 : We Need Some Money
- 1986 : Go Go Swing Live
- 1987 : Any Other Way to Go?
- 1987 : Live ’87 - D.C. Bumpin’ Y’all (live)
- 1989 : Trust Me: Live Pa Tape, Vol. 2
- 1990 : Wind Me up Chuck, Vol. 3
- 1991 : 90’s Goin’ Hard
- 1993 : This Is a Journey into Time (live)
- 1995 : Hah Man
- 1995 : The Other Side, avec Eva Cassidy
- 1997 : Live Pa Tape
- 1998 : Timeless
- 1999 : The Spirit of Christmas
- 2001 : Your Game…Live at the 9:30 Club
- 2002 : Put Your Hands Up!
- 2005 : Best of Chuck Brown (compilation)
- 2007 : We are About The Business
- 2010 : We Got This